# Буякуб, Лиес
Лиес Буякуб (фр. Lyès Bouyacoub, род. 3 апреля 1983, Алжир) — алжирский дзюдоист, чемпион Африканских игр (2015), серебряный призёр Африканских игр (2011), трёхкратный чемпион Африки (2014, 2015, 2017), четырёхкратный серебряный призёр африканского чемпионата (2012, 2013, 2016, 2018) и двукратный бронзовый призёр африканского чемпионата (2009, 2010). Выступал на Олимпиаде 2016 года, но выбыл в третьем раунде.

## Спортивная карьера
3 мая 2009 года завоевал бронзу на чемпионате Африки в городе Маврикий (до 90 кг).
17 апреля 2010 года завоевал бронзу на чемпионате Африки в Яунде (свободный вес).
6 сентября 2011 года завоевал серебро на Африканских играх в Мапуту (до 90 кг).
4 апреля 2012 года завоевал серебро на чемпионате Африки в Агадире (до 100 кг).
18 апреля 2013 года завоевал серебро на чемпионате Африки в Мапуту (до 100 кг).
26 июня 2014 года завоевал золото на чемпионате Африки в Порт-Луи (до 100 кг).
24 апреля 2015 года завоевал золото на чемпионат Африки в Либревиле (до 100 кг).
15 сентября 2015 года завоевал золото на Африканских играх в Браззавиле (до 100 кг).
8 апреля 2016 года завоевал серебро на чемпионат Африки в Тунисе (до 100 кг).
В августе 2016 года выступал на Олимпиаде 2016 года в весе до 100 кг, но выбыл в третьем раунде проиграв схватку азербайджанскому дзюдоисту Эльмару Гасымову — который в итоге стал серебряным призёром Олимпиады.
15 апреля 2017 года завоевал золото на чемпионат Африки в Антананариву (до 100 кг).
12 апреля 2018 года завоевал серебро на чемпионат Африки в Тунисе (до 100 кг).